# Cabana de Perafita
La Cabana de Perafita è un bivacco alpino che si trova nella parrocchia di Escaldes-Engordany a 2.201 m d'altezza.